# Ignacy Łukasiewicz
Jan Józef Ignacy Łukasiewicz (født 8. marts eller 23. marts 1822 i Zaduszniki, Kejserriget Østrig (nu Polen), død 7. januar 1882 i Chorkówka, Kejserriget Østrig (nu Polen) var en polsk farmaceut og opfinder af den første metode til at destillere petroleum fra olie. Han var grundlæggeren af den polske olieindustri og en af pionererne inden for olieindustri i verden. Blandt hans opdagelser var raffinering af petroleum fra råolie (1852), petroleumslampe (1853), grundlæggelsen af den første oliebrønd (1854) og bygningen af det første olieraffinaderi (1856). 
Łukasiewicz blev en rig mand og en af de mest prominente filantroper i Galicien.